# Usine Renault Alpine de Dieppe
L'usine Alpine Renault de Dieppe, renommée Manufacture Alpine Dieppe - Jean Rédélé en 2021, construite à Dieppe en Seine-Maritime en 1969, assemble les Alpine et les voitures sportives de la gamme Renault. Un atelier destiné à la compétition se consacra uniquement à la production de modèles pour les World Series by Renault de 2005 à 2016. Le site dispose maintenant d'un département de pièces de rechange, pour les monoplaces de compétition, de circuit et de rallye.
Elle fut nommée Jean Rédélé, qui fut historiquement le créateur de la marque Alpine.

## Modèles en production
Construite à l'origine pour la production exclusive de l'Alpine Renault, l'usine s'est progressivement convertie à la production de petites séries, après l'arrêt de la gamme Alpine en 1996, comme la Clio RS ou la Bluecar du groupe Bolloré.
Pour marquer le retour de la production de l'usine, avec l'Alpine A110, la marque a bénéficié entre 2014 et 2018 d'un investissement de 35 millions d'euros.

## Véhicules assemblés
- Alpine A110
- Alpine A210
- Alpine A310
- Renault 5 Alpine
- Renault 5 Turbo
- Renault 5 Alpine Turbo
- Renault 11 Turbo
- Renault 9 Turbo
- Renault Super 5 GT Turbo
- Renault 21 Turbo
- Alpine GTA
- Alpine A610
- Spider RS
- Renault Mégane I Cabriolet
- Renault Clio II RS
- Renault Clio V6
- Renault Mégane II RS
- Renault Clio III RS
- Renault Clio IV RS
- Alpine A110-50
- Renault R.S.01
- Alpine Célébration
- Alpine A110 (2017)